# Oreocharis ronganensis
Oreocharis ronganensis är en tvåhjärtbladig växtart som först beskrevs av K.Y. Pan, och fick sitt nu gällande namn av Mich. Möller och A. Weber. Oreocharis ronganensis ingår i släktet Oreocharis och familjen Gesneriaceae. Inga underarter finns listade i Catalogue of Life.